# Harry Edward
Harry Edward   (Berlín, 15 d'abril de 1898 - Augsburg, 8 de juliol de 1973) va ser un atleta britànic que va competir en els anys posteriors a la Primera Guerra Mundial.
El 1920 va prendre part en els Jocs Olímpics d'Anvers, on disputà dues proves del programa d'atletisme. En ambdues, els 100 i 200 metres, guanyà la medalla de bronze. Durant la disputa de la final dels 200 metres es va lesionar i això va impedir que prengués part en els 4x100 metres relleus.
A nivell nacional va guanyar els campionats AAA dels 100 i 220 iardes entre 1920 i 1922, i el de les 440 iardes el 1922.

## Millors marques
- 100 metres llisos. 10.8" (1920)
- 200 metres llisos. 21.5" (1920)[1]